# 詹姆斯·波拉克
詹姆斯·巴尼·波拉克（James Barney Pollack，1938年7月9日—1994年6月13日）是美國天體物理學家，曾在NASA艾姆斯研究中心（Ames Research Center）工作。

## 生平
1938年7月9日，詹姆斯·波拉克出生在紐約的一個猶太人家庭，並在長島伍德米爾（Woodmere）長大。他於1960年畢業於普林斯頓大學，1962年在加利福尼亞大學柏克萊分校獲得核子物理碩士學位，並於1965年在哈佛大學獲得博士學位。詹姆斯·波拉克是卡爾·薩根的學生。
詹姆斯·波拉克專門研究大氣科學，特別是火星和金星的大氣。他與克里斯托弗·麥凱（Christopher McKay）和薩根研究1980年代以來火星地貌，恐龍滅絕以及核子冬天的可能性。等人的工作。 詹姆斯·波拉克等人發表（1996年）關於巨行星形成的理論目前被視為標準模型。
他使用水手9號和維京號的數據探索火星天氣。
由於在行星科學領域的傑出終生成就，他於1989年獲得杰拉德·柯伊伯奖。詹姆斯·波拉克因一種罕見脊髓腫瘤於1994年去世。

## 紀念
火星上的一個隕石坑為了紀念他而命名波拉克撞擊坑。